# Ídolo de Pomos

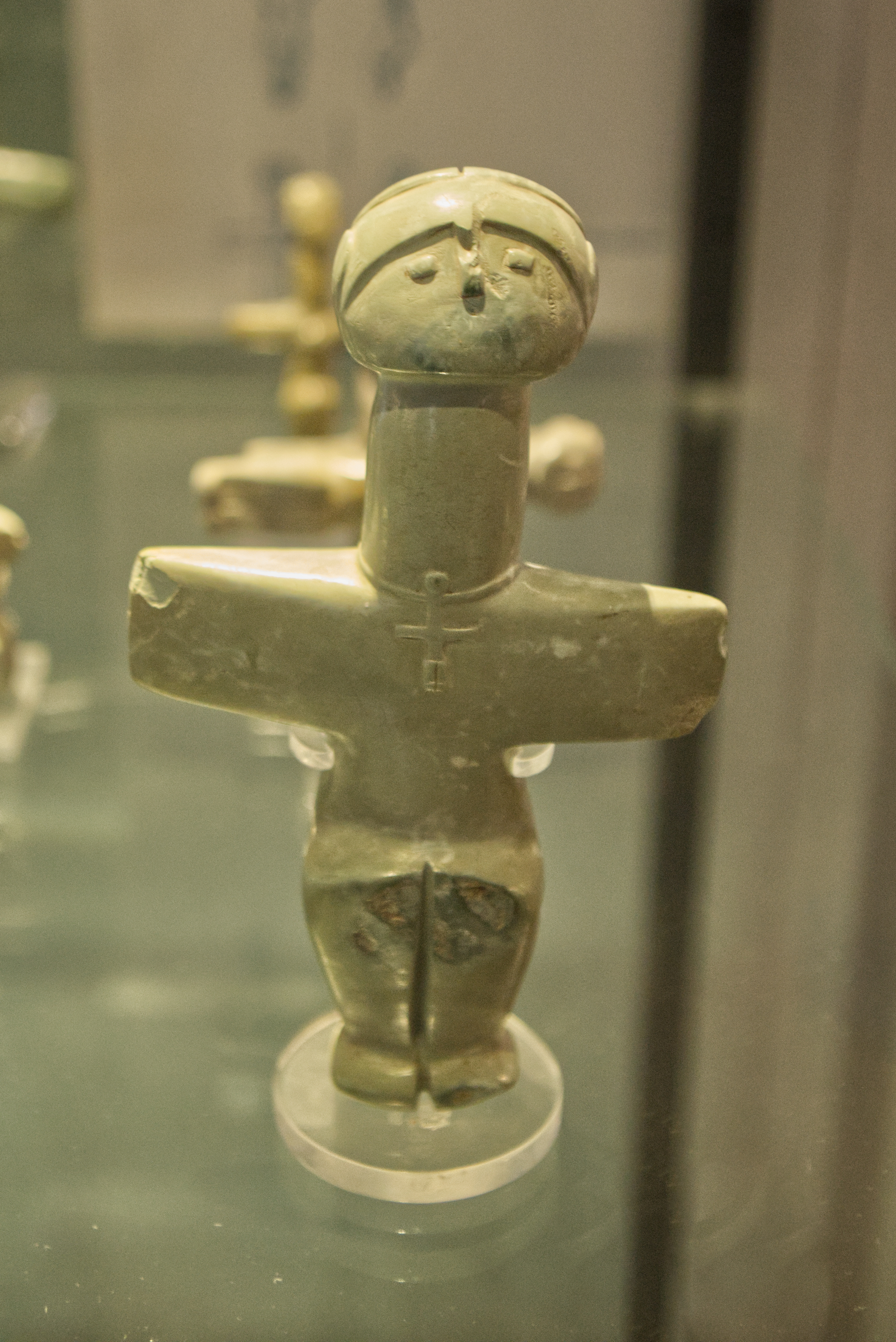
Ídolo de Pomos

O Ídolo de Pomos, é uma escultura pré-histórica que representa uma figura antropomórfica. Encontrou-se perto da vila de Pomos (Chipre).

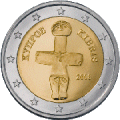
Idolo de pomos na moeda de 2 euros no Chipre

Porque é um exemplo tão fino da arte pré-histórica de Chipre, foi escolhido para integrar a face nacional cipriota nas moedas de euro.

## Referencias
1. ↑  «Cyprus and Malta join the Euro area — Museum of the National Bank of Belgium». web.archive.org. 3 de março de 2012. Consultado em 14 de março de 2023